# Newington FC
Newington Football Club är ett nordirländskt fotbollslag och spelar i NIFL Championship. Fotbollsklubb grundades 1979 som Jubilee Olympic. 

## Meriter
- NIFL Championship[1]
  - Vinnare (0):
- Irish Cup[2]
  - Vinnare (0):
- Irish League Cup[3]
  - Vinnare (0):

## Trikåer
Hemmakit
| Hemmaställ | Hemmaställ | Hemmaställ | Hemmaställ |

## Placering tidigare säsonger
| Säsong  | Nivå | Liga                 | Placering | Referens | Notering                          |
| ------- | ---- | -------------------- | --------- | -------- | --------------------------------- |
| 2021/22 | 3.   | Premier Intermediate | 1         | [ 4 ]    | Uppflyttad till NIFL Championship |
| 2022/23 | 2    | NIFL Championship    | 9         | [ 5 ]    |                                   |
| 2023/24 | 2    | NIFL Championship    | 8         | [ 6 ]    |                                   |
| 2024/25 | 2    | NIFL Championship    | 10        | [ 7 ]    |                                   |